# Kuresa Tagaʻi
Kuresa John Tagaʻi (* 4. August 2000) ist ein amerikanisch-samoanischer Fußballspieler auf der Position eines Mittelfeldspielers, der in den Jahren 2019 und 2023 zumindest in sieben Länderspielen der amerikanisch-samoanischen Fußballnationalmannschaft zum Einsatz gekommen ist.
Seine jüngeren Brüder, die Zwillinge Mark und Matthew Tagaʻi, sind ebenfalls Nationalspieler von Amerikanisch-Samoa.

## Karriere

### Verein
Auf Vereinsebene tritt Kuresa Tagaʻi für Ilaoa & To’omata in der höchsten amerikanisch-samoanischen Fußballliga in Erscheinung (Stand: 2024). Bereits als er es 2019 zu ersten nachweisbaren Einsätzen in der amerikanisch-samoanischen Nationalmannschaft gebracht hatte, war er Mitglied des Vereins aus Leone. Mit dem Klub belegte er im Spieljahr 2019 den sechsten Platz im Endklassement. Aufgrund der COVID-19-Pandemie wurde das Spieljahr 2020 nicht ausgetragen. Nachdem die Mannschaft das nachfolgende Spieljahr 2021 noch auf dem vierten Platz beendet hatte, feierte das Team rund um Tagaʻi im Jahr 2022 den ersten Meistertitel in der Vereinsgeschichte. Die Mannschaft war über die gesamte Saison ohne Niederlage geblieben und hatte es bei 20 Meisterschaftsspielen auf 16 Siege und vier Unentschieden gebracht. Als amerikanisch-samoanischer Meister nahm Ilaoa & To’omata an der Vorrunde der Qualifikation zur OFC Champions League 2023 teil, wobei Tagaʻi als Stammspieler ebenfalls zum Einsatz kam. Nach einer 0:13-Niederlage gegen Lupe o le Soaga aus Samoa und einer 0:8-Pleite gegen Tupapa Maraerenga von den Cookinseln wurde das dritte Spiel gegen Veitongo aus Tonga aufgrund einer Zyklonwarnung auf Samoa nicht mehr ausgetragen und war ohnehin obsolet, da beide Mannschaften keine Chance mehr auf ein Weiterkommen hatten. Im nachfolgenden Spieljahr 2023 konnte er mit seiner Mannschaft den Titel nicht verteidigen. Als Zweiter des Grunddurchgangs belegte Ilaoa & To’omata nach der Play-off-Phase den dritten Platz in der Endtabelle. Auch im Spieljahr 2024 reichte es nicht für den Titelgewinn.

### Nationalmannschaft
Im Juli 2019 war Tagaʻi Mitglied des 21-köpfigen amerikanisch-samoanischen Spieleraufgebots, das am Fußballturnier der Pazifikspiele 2019 teilnahm. Bei der 0:5-Niederlage gegen Neukaledonien am 8. Juli 2019 debütierte Tagaʻi, als er von Trainer Tunoa Lui in der 53. Spielminute für Puni Samuelu eingewechselt wurde. In den beiden nachfolgenden Gruppenspielen gegen Fidschi (0:9) und Tuvalu (1:1) kam Tagaʻi von Beginn an zum Einsatz, spielte jedoch in beiden Partien nicht durch. Ebenso zum Einsatz kam er in den beiden letzten Gruppenspielen gegen die Salomonen und Tahiti, die beide in hohen Niederlagen Amerikanisch-Samoas endeten (0:13 respektive 1:8). Mit lediglich einem Remis und einem Torverhältnis von 2:36 belegte er mit dem Nationalteam den fünften von sechs Plätzen in der Gruppe B; nur Tuvalu hatte im Laufe des Turniers noch mehr Gegentreffer erhalten. Nachdem es danach weitestgehend ruhig um Tagaʻi geworden war, kehrte er Ende des Jahres 2023 anlässlich des Fußballturniers der Pazifikspiele 2023 wieder in den Nationalkader zurück und absolvierte im November 2023 die beiden Gruppenspiele gegen Samoa (0:10) und die Salomonen (0:11). Für Tagaʻi waren diese die beiden bislang letzten Einsätze in der amerikanisch-samoanischen Nationalmannschaft, die in weiterer Folge als Letzter der Gruppe B und mit Abstand schlechteste Mannschaft des Turniers in den anschließenden Spielen um die Plätze 9 bis 12 auch noch das Spiel gegen die Nördlichen Marianen deutlich mit 0:4 verlor, sowie danach auch noch im Spiel um Platz 11 von Tonga bezwungen wurde und somit den letzten Platz des Turniers belegte.

## Erfolge
Meister der FFAS Senior League2022